# Потсдамский институт изучения климатических изменений
Потсдамский институт изучения климатических изменений (нем. Potsdam-Institut für Klimafolgenforschung, сокр. PIK) — финансируемый правительством Германии научно-исследовательский институт, занимающийся научными вопросами в области изучения изменения климата.
Институт является одним из ведущих в мире в этой тематике, и входит в глобальную сеть научных и учебных учреждений, работающих по вопросам глобальных изменений окружающей среды. Входит в немецкую ассоциацию Лейбница, институты которой выполняют научные исследования по темам, имеющим важное значение для общества.
Расположен в Научном парке им. Альберта Эйнштейна, в здании старой астрофизической обсерватории.